# Futbol als Jocs Olímpics d'estiu de 2012
La competició de futbol dels Jocs Olímpics d'Estiu 2012 es va jugar a diferents ciutats del Regne Unit des del 25 de juliol a l'11 d'agost de 2012.

## Seus
| Wembley Stadium       | Old Trafford             |
| Capacitat: 90,000     | Capacitat: 76,212        |
| Wembley 22 agost 2007 | 20 agost 2006            |
| Cardiff               | Newcastle                |
| Millennium Stadium    | St. James' Park          |
| Capacitat: 74,500     | Capacitat: 52,387        |
| 5 de febrer de 2009   | 21 d'agost de 2008       |
| Glasgow               | Coventry                 |
| Hampden Park          | City of Coventry Stadium |
| Capacitat: 52,103     | Capacitat: 32,500        |
| 18 de juliol de 2004  | Ricoh Arena, Coventry    |

## Calendari de classificació

### Masculí
| Futbol Masculí                    | Data                | Seu          | Places | Classificat                                |
| --------------------------------- | ------------------- | ------------ | ------ | ------------------------------------------ |
| País amfitrió                     | -                   | -            | 1      | Regne Unit                                 |
| Preolímpic AFC                    | 29 de març 2012     | -            | 3      | Corea del Sud · Japó · Emirats Àrabs Units |
| Preolímpic CAF                    | 10 de desembre 2011 | Marroc       | 3      | Gabon · Marroc · Egipte                    |
| Preolímpic CONCACAF               | 2 d'abril 2012      | Estats Units | 2      | Mèxic · Hondures                           |
| Prolímpic CONMEBOL                | 12 de febrer 2012   | Perú         | 2      | Brasil · Uruguai                           |
| Preolímpic OFC                    | 25 de març, 2012    | Nova Zelanda | 1      | Nova Zelanda                               |
| Preolímpic UEFA                   | 25 de juny 2011     | Dinamarca    | 3      | Espanya · Suïssa · Belarús                 |
| Playoff AFC-CAF (Oman vs Senegal) | 23 d'abril 2012     | Regne Unit   | 1      | Senegal                                    |
| TOTAL                             |                     |              | 16     |                                            |

### Femení
| Futbol Femení                             | Data                | Seu             | Places | Classificat           |
| ----------------------------------------- | ------------------- | --------------- | ------ | --------------------- |
| País amfitrió                             | -                   | -               | 1      | Regne Unit            |
| Preolímpic AFC                            | 11 de setembre 2011 | R.P. de la Xina | 2      | Japó · Corea del Nord |
| Preolímpic CAF                            | 22 d'octubre 2011   | -               | 2      | Sud-àfrica · Camerun  |
| Preolímpic CONCACAF                       | 29 de febrer 2012   | Canadà          | 2      | Estats Units · Canadà |
| Preolímpic CONMEBOL                       | 21 de novembre 2010 | Equador         | 2      | Brasil · Colòmbia     |
| Preolímpic OFC                            | 4 d'abril 2012      | -               | 1      | Nova Zelanda          |
| UEFA (Copa del Món de Futbol Femení 2011) | 17 de juliol 2011   | Alemanya        | 2      | Suècia · França       |
| TOTAL                                     |                     |                 | 12     |                       |

## Resultats
| Categoria | Or           | Plata  | Bronze        |
| Femenina  | Estats Units | Japó   | Canadà        |
| Masculina | Mèxic        | Brasil | Corea del Sud |

## Medaller
| Pos. | Comitè Olímpic | Or | Plata | Bronze | Total |
| 1    | Estats Units   | 1  |       |        | 1     |
| 1    | Mèxic          | 1  |       |        | 1     |
| 3    | Japó           |    | 1     |        | 1     |
| 3    | Brasil         |    | 1     |        | 1     |
| 5    | Canadà         |    |       | 1      | 1     |
| 5    | Corea del Sud  |    |       | 1      | 1     |

## Competició masculina

### Fase de grups

#### Grup A
| Equip               | J | G | E | P | GF | GC | Dif | Pts |
| ------------------- | - | - | - | - | -- | -- | --- | --- |
| Regne Unit          | 3 | 2 | 1 | 0 | 5  | 2  | +3  | 7   |
| Senegal             | 3 | 1 | 2 | 0 | 4  | 2  | +2  | 5   |
| Uruguai             | 3 | 1 | 0 | 2 | 2  | 4  | -2  | 3   |
| Emirats Àrabs Units | 3 | 0 | 1 | 2 | 3  | 6  | -3  | 1   |

| Emirats Àrabs Units | 1-2 (1-1) | Uruguai                   |
| ------------------- | --------- | ------------------------- |
| Matar 23'           |           | Ramírez 42' · Lodeiro 56' |

| Regne Unit  | 1-1 (1-0) | Senegal    |
| ----------- | --------- | ---------- |
| Bellamy 20' |           | Konate 82' |

| Senegal                | 2-0 (2-0) | Uruguai |
| ---------------------- | --------- | ------- |
| Moussa Konate 10', 37' |           |         |

| Regne Unit                               | 3-1 (1-0) | Emirats Àrabs Units |
| ---------------------------------------- | --------- | ------------------- |
| Giggs 16' · Sinclair 73' · Sturridge 76' |           | Rashed Eisa 60'     |

| Senegal    | 1-1 (0-1) | Emirats Àrabs Units |
| ---------- | --------- | ------------------- |
| Konate 49' |           | Ismaeil Matar 21'   |

| Regne Unit      | 1-0 (1-0) | Uruguai |
| --------------- | --------- | ------- |
| Sturridge 45+1' |           |         |

#### Grup B
| Equip         | J | G | E | P | GF | GC | Dif | Pts |
| ------------- | - | - | - | - | -- | -- | --- | --- |
| Mèxic         | 3 | 2 | 1 | 0 | 3  | 0  | +3  | 7   |
| Corea del Sud | 3 | 1 | 2 | 0 | 2  | 1  | +1  | 5   |
| Gabon         | 3 | 0 | 2 | 1 | 1  | 3  | -2  | 2   |
| Suïssa        | 3 | 0 | 1 | 2 | 2  | 4  | -2  | 1   |

| Mèxic | 0-0 | Corea del Sud |
| ----- | --- | ------------- |
|       |     |               |

| Gabon          | 1-1 (1-1) | Suïssa     |
| -------------- | --------- | ---------- |
| Aubameyang 45' |           | Mehmedi 5' |

| Mèxic                 | 2-0 (0-0) | Gabon |
| --------------------- | --------- | ----- |
| Dos Santos 63', 90+2' |           |       |

| Corea del Sud      | 2-1 (0-0) | Suïssa       |
| ------------------ | --------- | ------------ |
| Park 57' · Kim 64' |           | Emeghara 60' |

| Mèxic       | 1-0 (0-0) | Suïssa |
| ----------- | --------- | ------ |
| Peralta 69' |           |        |

| Corea del Sud | 0-0 | Gabon |
| ------------- | --- | ----- |
|               |     |       |

#### Grup C
| Equip        | J | G | E | P | GF | GC | Dif | Pts |
| ------------ | - | - | - | - | -- | -- | --- | --- |
| Brasil       | 3 | 3 | 0 | 0 | 9  | 3  | +6  | 9   |
| Egipte       | 3 | 1 | 1 | 1 | 6  | 5  | +1  | 4   |
| Belarús      | 3 | 1 | 0 | 2 | 3  | 6  | -3  | 3   |
| Nova Zelanda | 3 | 0 | 1 | 2 | 1  | 5  | -4  | 1   |

| Belarús  | 1-0 (1-0) | Nova Zelanda |
| -------- | --------- | ------------ |
| Baga 45' |           |              |

| Brasil                                       | 3-2 (3-0) | Egipte                    |
| -------------------------------------------- | --------- | ------------------------- |
| Rafael 16' · Leandro Damiao 26' · Neymar 30' |           | Aboutrika 52' · Salah 76' |

| Brasil                                        | 3-1 (1-1) | Belarús            |
| --------------------------------------------- | --------- | ------------------ |
| Alexandre Pato 15' · Neymar 65' · Oscar 90+3' |           | Bardini Bressan 8' |

| Egipte            | 1-1 (1-1) | Nova Zelanda |
| ----------------- | --------- | ------------ |
| Mohamed Salah 40' |           | Wood 17'     |

| Brasil                                       | 3-0 (2-0) | Nova Zelanda |
| -------------------------------------------- | --------- | ------------ |
| Danilo 23' · Leandro Damiao 29' · Sandro 52' |           |              |

| Egipte                                         | 3-1 (0-0) | Belarús      |
| ---------------------------------------------- | --------- | ------------ |
| Mohamed Salah 56' · Mohsen 73' · Aboutrika 79' |           | Voronkov 87' |

#### Grup D
| Equip    | J | G | E | P | GF | GC | Dif | Pts |
| -------- | - | - | - | - | -- | -- | --- | --- |
| Japó     | 3 | 2 | 1 | 0 | 2  | 0  | +2  | 7   |
| Hondures | 3 | 1 | 2 | 0 | 3  | 2  | +1  | 5   |
| Marroc   | 3 | 0 | 2 | 1 | 2  | 3  | -1  | 2   |
| Espanya  | 3 | 0 | 1 | 2 | 0  | 2  | -2  | 1   |

| Espanya | 0-1 (0-1) | Japó     |
| ------- | --------- | -------- |
|         |           | Otsu 34' |

| Hondures          | 2-2 (0-1) | Marroc                   |
| ----------------- | --------- | ------------------------ |
| Bengtson 56', 65' |           | Barrada 39' · Labyad 67' |

| Espanya | 0-1 (0-1) | Hondures    |
| ------- | --------- | ----------- |
|         |           | Bengston 7' |

| Japó      | 1-0 (0-0) | Marroc |
| --------- | --------- | ------ |
| Nagai 84' |           |        |

| Japó | 0-0 | Hondures |
| ---- | --- | -------- |
|      |     |          |

| Espanya | 0-0 | Marroc |
| ------- | --- | ------ |
|         |     |        |

### Fase Final
|  | Quarts de final                              | Quarts de final                  |                                  |               | Semifinals  | Semifinals  |  |  | Final                               | Final |
|  |                                              |                                  |                                  |               |             |             |  |  |                                     |       |
|  | Old Trafford, Manchester - 12:00             |                                  |                                  |               |             |             |  |  |                                     |       |
|  |                                              |                                  |                                  |               |             |             |  |  |                                     |       |
|  | Japó                                         | 3                                |                                  |               |             |             |  |  |                                     |       |
|  | Japó                                         | 3                                | Wembley Stadium, Londres - 17:00 |               |             |             |  |  |                                     |       |
|  | Egipte                                       | 0                                |                                  |               |             |             |  |  |                                     |       |
|  | Egipte                                       | 0                                | Japó                             | 1             |             |             |  |  |                                     |       |
|  | Wembley Stadium, Londres - 14:30             |                                  | Japó                             | 1             |             |             |  |  |                                     |       |
|  |                                              | Mèxic                            | 3                                |               |             |             |  |  |                                     |       |
|  | Mèxic (pr.)                                  | Mèxic                            | 3                                | 4             |             |             |  |  |                                     |       |
|  | Mèxic (pr.)                                  |                                  | Wembley Stadium, Londres - 15:00 | 4             |             |             |  |  |                                     |       |
|  | Senegal                                      | 2                                |                                  |               |             |             |  |  |                                     |       |
|  | Senegal                                      | 2                                | Mèxic                            | 2             |             |             |  |  |                                     |       |
|  | St. James' Park, Newcastle upon Tyne - 17:00 |                                  | Mèxic                            | 2             |             |             |  |  |                                     |       |
|  |                                              | Brasil                           | 1                                |               |             |             |  |  |                                     |       |
|  | Brasil                                       | Brasil                           | 1                                | 3             |             |             |  |  |                                     |       |
|  | Brasil                                       | Old Trafford, Manchester - 19:45 |                                  | 3             |             |             |  |  |                                     |       |
|  | Hondures                                     | 2                                |                                  |               |             |             |  |  |                                     |       |
|  | Hondures                                     | 2                                | Brasil                           | 3             | Tercer lloc | Tercer lloc |  |  |                                     |       |
|  | Millennium Stadium, Cardiff - 19:30          |                                  | Brasil                           | 3             | Tercer lloc | Tercer lloc |  |  |                                     |       |
|  |                                              | Corea del Sud                    | 0                                |               |             |             |  |  |                                     |       |
|  | Regne Unit                                   | Corea del Sud                    | 0                                | 1 (4)         | Japó        | 0           |  |  |                                     |       |
|  | Regne Unit                                   |                                  |                                  | 1 (4)         | Japó        | 0           |  |  |                                     |       |
|  | Corea del Sud (pen.)                         | 1 (5)                            |                                  | Corea del Sud | 2           |             |  |  |                                     |       |
|  | Corea del Sud (pen.)                         | 1 (5)                            |                                  |               | 2           |             |  |  |                                     |       |
|  |                                              |                                  |                                  |               |             |             |  |  | Millennium Stadium, Cardiff - 19:45 |       |
|  |                                              |                                  |                                  |               |             |             |  |  |                                     |       |

## Competició femenina

### Fase de grups

#### Grup E
| Equip        | J | G | E | P | GF | GC | Dif | Pts |
| ------------ | - | - | - | - | -- | -- | --- | --- |
| Brasil       | 1 | 1 | 0 | 0 | 5  | 0  | +5  | 3   |
| Regne Unit   | 1 | 1 | 0 | 0 | 1  | 0  | +1  | 3   |
| Nova Zelanda | 1 | 0 | 0 | 1 | 0  | 1  | -1  | 0   |
| Camerun      | 1 | 0 | 0 | 1 | 0  | 5  | -5  | 0   |

| Regne Unit   | 1-0 (0-0) | Nova Zelanda |
| ------------ | --------- | ------------ |
| Houghton 64' |           |              |

| Camerun | 0-5 (0-2) | Brasil                                                            |
| ------- | --------- | ----------------------------------------------------------------- |
|         |           | Francielle 7' · Renata Costa 10' · Marta 73', 88' · Cristiane 80' |

| Nova Zelanda | - (-) | Brasil |
| ------------ | ----- | ------ |
|              |       |        |

| Regne Unit | - (-) | Camerun |
| ---------- | ----- | ------- |
|            |       |         |

| Nova Zelanda | - (-) | Camerun |
| ------------ | ----- | ------- |
|              |       |         |

| Regne Unit | - (-) | Brasil |
| ---------- | ----- | ------ |
|            |       |        |

#### Grup F
| Equip      | J | G | E | P | GF | GC | Dif | Pts |
| ---------- | - | - | - | - | -- | -- | --- | --- |
| Suècia     | 1 | 1 | 0 | 0 | 4  | 1  | +3  | 3   |
| Japó       | 1 | 1 | 0 | 0 | 2  | 1  | +1  | 3   |
| Canadà     | 1 | 0 | 0 | 1 | 1  | 2  | -1  | 0   |
| Sud-àfrica | 1 | 0 | 0 | 1 | 1  | 4  | -3  | 0   |

| Japó                      | 2-1 (2-0) | Canadà       |
| ------------------------- | --------- | ------------ |
| Kawasumi 33' · Miyama 44' |           | Tancredi 55' |

| Suècia                                        | 4-1 (3-0) | Sud-àfrica |
| --------------------------------------------- | --------- | ---------- |
| Fischer 7' · Dahlkvist 20' · Schelin 21', 63' |           | Modise 60' |

| Japó | - (-) | Suècia |
| ---- | ----- | ------ |
|      |       |        |

| Canadà | - (-) | Sud-àfrica |
| ------ | ----- | ---------- |
|        |       |            |

| Japó | - (-) | Sud-àfrica |
| ---- | ----- | ---------- |
|      |       |            |

| Canadà | - (-) | Suècia |
| ------ | ----- | ------ |
|        |       |        |

#### Grup G
| Equip          | J | G | E | P | GF | GC | Dif | Pts |
| -------------- | - | - | - | - | -- | -- | --- | --- |
| Estats Units   | 1 | 1 | 0 | 0 | 4  | 2  | +2  | 3   |
| Corea del Nord | 1 | 1 | 0 | 0 | 2  | 0  | +2  | 3   |
| França         | 1 | 0 | 0 | 1 | 2  | 4  | -2  | 0   |
| Colòmbia       | 1 | 0 | 0 | 1 | 0  | 2  | -2  | 0   |

| Estats Units                              | 4-2 (2-2) | França                 |
| ----------------------------------------- | --------- | ---------------------- |
| Wambach 19' · Morgan 32', 66' · Lloyd 56' |           | Thiney 12' · Delie 14' |

| Colòmbia | 0-2 (0-1) | Corea del Nord |
| -------- | --------- | -------------- |
|          |           | Kim 39', 86'   |

| Estats Units | - (-) | Colòmbia |
| ------------ | ----- | -------- |
|              |       |          |

| França | - (-) | Corea del Nord |
| ------ | ----- | -------------- |
|        |       |                |

| Estats Units | - (-) | Corea del Nord |
| ------------ | ----- | -------------- |
|              |       |                |

| França | - (-) | Colòmbia |
| ------ | ----- | -------- |
|        |       |          |

### Fase Final
|  | Quarts de final                              | Quarts de final                  |                                  |        | Semifinals  | Semifinals  |  |  | Final                                      | Final |
|  |                                              |                                  |                                  |        |             |             |  |  |                                            |       |
|  | City of Coventry Stadium, Coventry - 19:30   |                                  |                                  |        |             |             |  |  |                                            |       |
|  |                                              |                                  |                                  |        |             |             |  |  |                                            |       |
|  | Regne Unit                                   | 0                                |                                  |        |             |             |  |  |                                            |       |
|  | Regne Unit                                   | 0                                | Wembley Stadium, Londres - 17:00 |        |             |             |  |  |                                            |       |
|  | Canadà                                       | 2                                |                                  |        |             |             |  |  |                                            |       |
|  | Canadà                                       | 2                                | Canadà                           | 3      |             |             |  |  |                                            |       |
|  | St. James' Park, Newcastle upon Tyne - 14:30 |                                  | Canadà                           | 3      |             |             |  |  |                                            |       |
|  |                                              | Estats Units (pr.)               | 4                                |        |             |             |  |  |                                            |       |
|  | Estats Units                                 | Estats Units (pr.)               | 4                                | 2      |             |             |  |  |                                            |       |
|  | Estats Units                                 |                                  | Wembley Stadium, Londres - 19:45 | 2      |             |             |  |  |                                            |       |
|  | Nova Zelanda                                 | 0                                |                                  |        |             |             |  |  |                                            |       |
|  | Nova Zelanda                                 | 0                                | Estats Units                     | 2      |             |             |  |  |                                            |       |
|  | Hampden Park, Glasgow - 12:00                |                                  | Estats Units                     | 2      |             |             |  |  |                                            |       |
|  |                                              | Japó                             | 1                                |        |             |             |  |  |                                            |       |
|  | Suècia                                       | Japó                             | 1                                | 1      |             |             |  |  |                                            |       |
|  | Suècia                                       | Old Trafford, Manchester - 19:45 |                                  | 1      |             |             |  |  |                                            |       |
|  | França                                       | 2                                |                                  |        |             |             |  |  |                                            |       |
|  | França                                       | 2                                | França                           | 1      | Tercer lloc | Tercer lloc |  |  |                                            |       |
|  | Millennium Stadium, Cardiff - 17:00          |                                  | França                           | 1      | Tercer lloc | Tercer lloc |  |  |                                            |       |
|  |                                              | Japó                             | 2                                |        |             |             |  |  |                                            |       |
|  | Brasil                                       | Japó                             | 2                                | 0      | Canadà      | 1           |  |  |                                            |       |
|  | Brasil                                       |                                  |                                  | 0      | Canadà      | 1           |  |  |                                            |       |
|  | Japó                                         | 2                                |                                  | França | 0           |             |  |  |                                            |       |
|  | Japó                                         | 2                                |                                  |        | 0           |             |  |  |                                            |       |
|  |                                              |                                  |                                  |        |             |             |  |  | City of Coventry Stadium, Coventry - 13:00 |       |
|  |                                              |                                  |                                  |        |             |             |  |  |                                            |       |